# Henry Harvey Williams
Henry Harvey Williams, OBE (* 6. Januar 1917 in Gomea Village, St. Vincent, St. Vincent und die Grenadinen; † 11. November 2004) war zwischen dem 29. Februar 1988 und dem 20. September 1989 kommissarischer Generalgouverneur von St. Vincent und den Grenadinen.

## Leben
Williams absolvierte seine Schulausbildung an der St. Vincent Boys’ Grammar School und war danach selbst als Lehrer sowie später als Mitarbeiter in der britischen Kolonialverwaltung tätig. 1942 heiratete er Eileen Dougan. Nach einem Aufenthalt in Curaçao nahm er eine Tätigkeit als Lehrer an der St. Vincent Boys’ Grammar School auf und war danach wieder in der Kolonialverwaltung tätig, in dem er zuletzt Chief Secretary war. 1956 wurde er zum Leiter der Distriktsverwaltung auf die zu Grenada gehörende Insel  Carriacou abgeordnet, ehe er anschließend zwischen 1958 und 1952 als stellvertretender Leiter der Kolonialverwaltung von Grenada fungierte. Daneben absolvierte er ein Studium der Rechtswissenschaften, das er mit einem Bachelor of Laws (LL.B.) abschloss. Nach seiner Tätigkeit nach St. Vincent und den Grenadinen nahm er eine Tätigkeit als Rechtsanwalt (Barrister) auf und war daneben zeitweilig als Tutor an der University of the West Indies (UWI) tätig. Neben seiner Anwaltstätigkeit engagierte er sich für verschiedene Organisationen wie The St. Vincent Music Association, The Lions’ Club und den St. Vincent National Trust. Für seine Verdienste für die Gemeinschaft auf St. Vincent wurde er zum 1. Januar 1970 mit dem Offizierskreuz des Order of the British Empire (OBE) ausgezeichnet.
Williams, der Vorsitzender des Nationalen Unabhängigkeitsausschusses (National Independence Committee) war, wurde am 29. Februar 1988 als Nachfolger des zurückgetretenen Joseph Lambert Eustace kommissarischer Generalgouverneur von St. Vincent und den Grenadinen. Diesen Posten hatte er bis zum 20. September 1989 inne und wurde dann durch David Emmanuel Jack abgelöst.